# Pokal šestih narodov
Pokal šestih narodov (zaradi sponzorstva znano kot Guinness Six Nations) je letno mednarodno moško tekmovanje v ragbiju med ekipami Anglije, Francije, Irske, Italije, Škotske in Walesa. Trenutni prvaki so Irci, ki so zmagali na turnirju leta 2023.
Turnir organizirajo zveze šestih sodelujočih držav pod okriljem Ragbija šestih narodov (Six Nations Rugby), ki je odgovoren za promocijo in izvedbo moških in ženskih turnirjev, turnirjev mlajših od 20 let in jesenske mednarodne serije ter za pogajanja in upravljanje centraliziranih tržnih pravic.
Pokal šestih narodov je naslednik pokala domačih narodov (Home Nations Championship; 1883-1909 in 1932-1939), ki so ga igrale ekipe Anglije, Irske, Škotske in Walesa ter je bil prvi mednarodni turnir ragbija. Z vključitvijo Francije je to prvenstvo postalo pokal petih narodov (Five Nations Championship; 1910-1931 in 1947-1999), ki je z vključitvijo Italije leta 2000 postalo pokal šestih narodov.
Anglija in Wales sta največkrat zmagala na prvenstvu, obe z 39 naslovi, vendar je Anglija osvojila največ naslovov, in sicer 29 (Valizija 28). Od leta 2000, ko se je začela doba šestih narodov, le Italija in Škotska nista osvojili naslova šestih narodov.
Ženski turnir se je v sezoni 1996 začel kot ženski pokal domačih narodov (Women's Home Nations).